# Le Guerrier solitaire
Le Guerrier solitaire (titre original : Villospår) est un roman policier de Henning Mankell paru en 1995 en Suède, traduit en français en 1999 et mettant en scène l'inspecteur de police Kurt Wallander. Il a reçu le prix Mystère de la critique en 2000 et le Gold Dagger Award 2001.

## Résumé
Été 1994, les Suédois se passionnent pour la coupe du monde de football. Dans un champ de colza, une jeune fille s'immole par le feu. Le lendemain un ancien ministre est retrouvé mort chez lui, tué à coups de hache et scalpé. Ce sera le premier d'une longue série. Pour Wallander, qui pensait partir en vacances, l'enquête s'annonce difficile.

## Éditions françaises
Édition française originale
- Henning Mankell (trad. du suédois par Christofer Bjurström), Le Guerrier solitaire [« Villospår »], Paris, éd. du Seuil, coll. « Seuil policiers », 25 mars 1999, 437 p., 23 cm (ISBN 2-02-031298-0, BNF 37074048)

Édition au format de poche
- Henning Mankell (trad. du suédois par Christofer Bjurström), Le Guerrier solitaire [« Villospår »], Paris, éd. du Seuil, coll. « Points : policier » (no 792), 30 septembre 2000, 552 p., 18 cm (ISBN 2-02-041952-1, BNF 37199801)

Livre audio
- Henning Mankell (trad. du suédois par Christofer Bjurström), Le Guerrier solitaire [« Villospår »], Ville-d'Avray, éd. Sixtrid, 11 mai 2012 (EAN 3358950002245, BNF 43743456)Texte intégral ; narrateur : Marc-Henri Boisse ; support : 2 disques compacts audio MP3 ; durée : 15 h 50 min environ ; référence éditeur : Sixtrid A28M.

## Adaptation télévisuelle
Le roman a fait l'objet, dans le cadre de la série télévisée Les Enquêtes de l'inspecteur Wallander (Wallander), avec Kenneth Branagh, d'une adaptation d'environ 90 minutes, également titrée Le Guerrier solitaire (Sidetracked), initialement diffusée, au Royaume-Uni, le 30 novembre 2008 (saison 1, épisode 1).